# Instytut Duchowieństwa Patriarchalnego z Bzommar

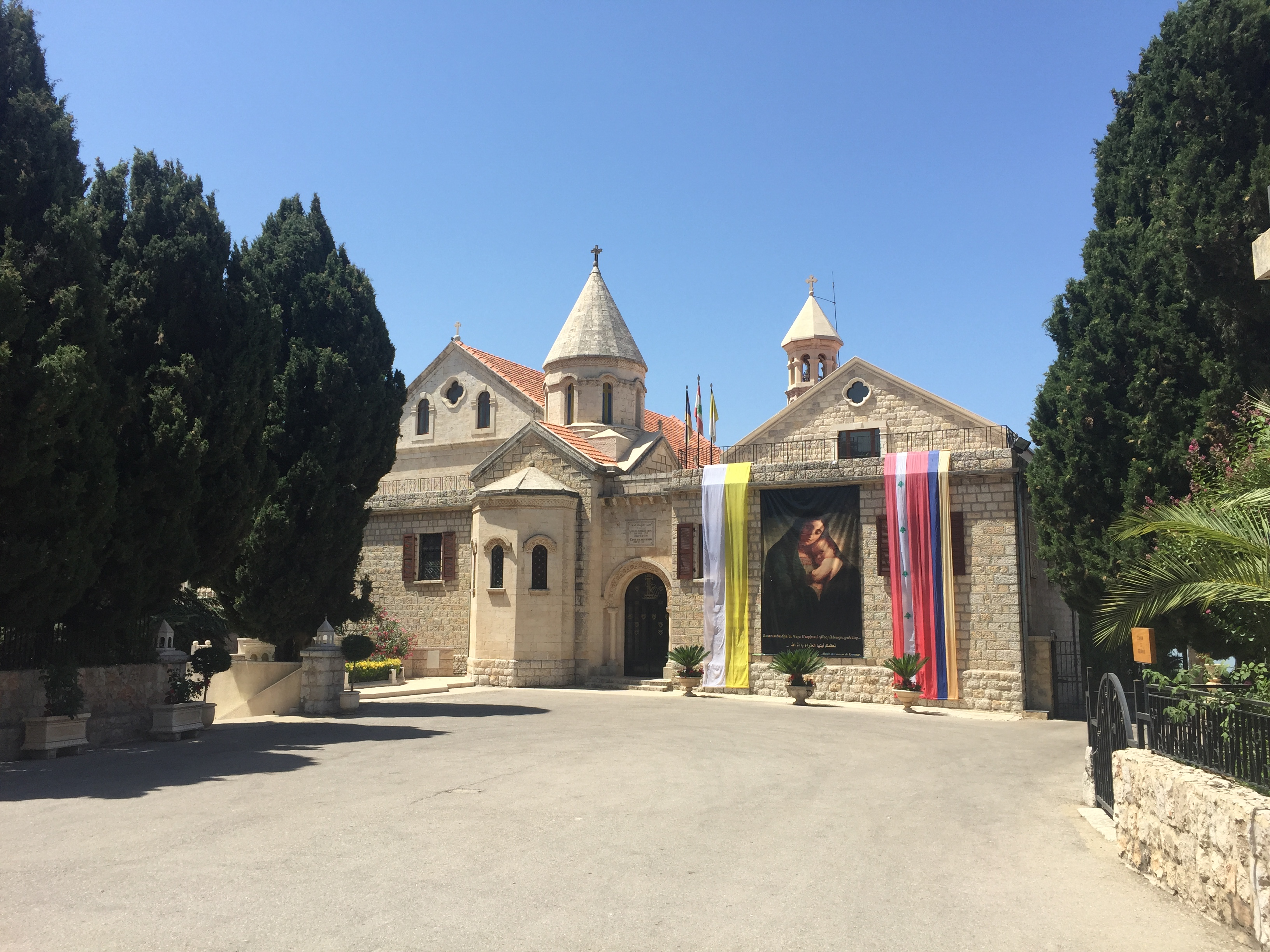
Ormiańskokatolicki klasztor w Bzommar (Liban)

Instytut Duchowieństwa Patriarchalnego z Bzommar (fr. Institut du Clergé Patriarcal de Bzommar) – ormiańskokatolickie stowarzyszenie życia apostolskiego na prawie patriarszym. Używają skrótu zakonnego I.C.P.B.

## Historia
Początki zgromadzenia sięgają roku 1740, kiedy to patriarcha Abraham Bedros I Ardziwian utworzył ormiańskokatolicki Patriarchat Cylicji i zaistniała konieczność przygotowania duchownych do apostolatu misyjnego wśród rozproszonego po całym świecie narodu ormiańskiego; dla tych księży, bezpośrednio zależnych od patriarchy, w 1749 roku patriarcha Hagop Bedros II Howsepian zbudował klasztor w Bzommar w Libanie. Patriarcha Mikael Bedros III Kasparian (1753-1780) nadał kapłanom prowadzącym wspólne życie w Bzommar regułę ustalającą sposób życia członków wspólnoty na wzór mnichów ormiańskich. Biorąc pod uwagę, że ormiańska tradycja kanoniczna nie przewidywała składania ślubów uroczystych, członków kongregacji z Bzommar nigdy nie można było porównywać z zachodnimi instytutami zakonnymi: zawsze jednak wymagano od nich celibatu, przysięgi szczególnego posłuszeństwa wobec patriarchy (który jest z urzędu generalnym przełożonym Instytutu), przyrzeczenia, że nie będą zatrzymywać dla siebie żadnego dobra otrzymanego w trakcie pełnienia posługi i, jeśli to możliwe, życia wspólnego.
Zgromadzenie to dało Kościołowi ormiańskokatolickiemu na przestrzeni swych dziejów kilku patriarchów, kilkudziesięciu biskupów i setki księży. Jednym z przykładów jest obecny Patriarcha Cylicji dla Ormian katolików - Raphaël Bedros XXI Minassian ICPB.

## Organizacja
Zgodnie z Kodeksem Kanonów Kościołów Wschodnich, Instytut jest stowarzyszeniem życia wspólnego na wzór zakonników na prawie patriarszym (KKKW, kan. 554). Na co dzień zarządza nim wikariusz patriarchalny wybierany przez członków zgromadzenia na 6-letnią kadencję. Od 2025 wikariuszem patriarchalnym jest ks. Mashdots Zahterian ICPB. Członkowie Instytutu składają śluby posłuszeństwa i czystości oraz przyrzeczenie ubóstwa. Celem instytutu jest: osobiste uświęcenie jego członków, wspieranie wiary katolickiej w narodzie ormiańskim, sprawowanie posługi kapłańskiej i kształcenie misjonarzy. Członkowie Instytutu działają w rozproszonych po całym świecie ormiańskich wspólnotach katolickich i są obecni w krajach Bliskiego Wschodu, w Armenii, Egipcie, Grecji, Francji, Kanadzie, Stanach Zjednoczonych, Szwecji, Włoszech, Brazylii i Australii.